# نیتوکریس دوم
نیتوکریس دوم (انگلیسی: Nitocris II) که با نام‌های نیت‌قریت و نیتوکریس ب هم شناخته می‌شود، شاهدخت و کاهنهٔ مصر باستان در زمان سلطنت فرعون آماسیس دوم از دودمان بیست و ششم مصر بود.

## زندگی‌نامه
نیتوکریس دوم دختر آماسیس دوم بود و عمدتاً توسط کتیبه‌ای بر روی مجسمه برنزی نشسته آمون-رع در مؤسسه خاورشناسی دانشگاه شیکاگو (شماره ثبت ئی۱۰۵۸۴ای-بی) شناسایی شده که روی آن، وی را کاهنهٔ اعظم آمون می‌نامند. همین شیء همچنین ادعا می‌کند که همسر خدای آمون عنخنس‌نفریب‌رع «مادر» او بوده است. عنوان نیتوکریس قابل توجه است زیرا او آخرین دارنده منصب معتبر کاهنهٔ اعظم آمون در تِبِس و همچنین یکی از تنها دو زن دارنده این عنوان شناخته شده است.
این واقعیت که عنخنس‌نفریب‌رع «مادر» او نامیده می‌شود نشان می‌دهد که نیتوکریس منصب پرستش الهی آمون را نیز برعهده داشت که معمولاً پس از مرگ مادرخوانده منجر به اتخاذ مقام «همسر خدای آمون» می‌شد. با این حال، به نظر می‌رسد که نیتوکریس هرگز نتوانست به مقام اخیر برسد، زیرا این مناصب به زودی پس از حمله شاهنشاهی هخامنشی به مصر در سال ۵۲۵ قبل از میلاد و آغاز دودمان بیست و هفتم مصر لغو شد.